# 63 Dywizja Strzelecka (ZSRR)
63 Dywizja Strzelecka (ros. 63-я стрелковая дивизия) – związek taktyczny piechoty Armii Czerwionej.
Sformowana w czasie II wojny światowej w 1942. Broniła Sierafimowiczu i Stalingradu.